# Liste des pièces d'artillerie de la Marine impériale japonaise
Ceci est une liste des pièces d'artillerie équipant les forces terrestres de la Marine impériale japonaise   pendant la Seconde Guerre mondiale.

## Canons antichar
- Canon antichar Type 94 37 mm
- Canon automatique Type 96 25 mm
- Canon antichar Type 1 37 mm
- Canon antichar Type 1 47 mm

## Canon antiaérien léger
- Mitrailleuse Hotchkiss 13,2 mm

## Canon anti-aérien moyen
- Canon anti-char/anti-aérien Type 96 de 25 mm
- Ordnance QF 2 pounder
- Canon antiaérien Type 4 75 mm. Retenus pour la défense de l'archipel japonais.
- Canon anti-aérien Type 11 75 mm. Retiré du service avant le déclenchement de la guerre du Pacifique.
- Canon anti-aérien Type 88 75 mm. Conçu pour remplacer le Type 11.

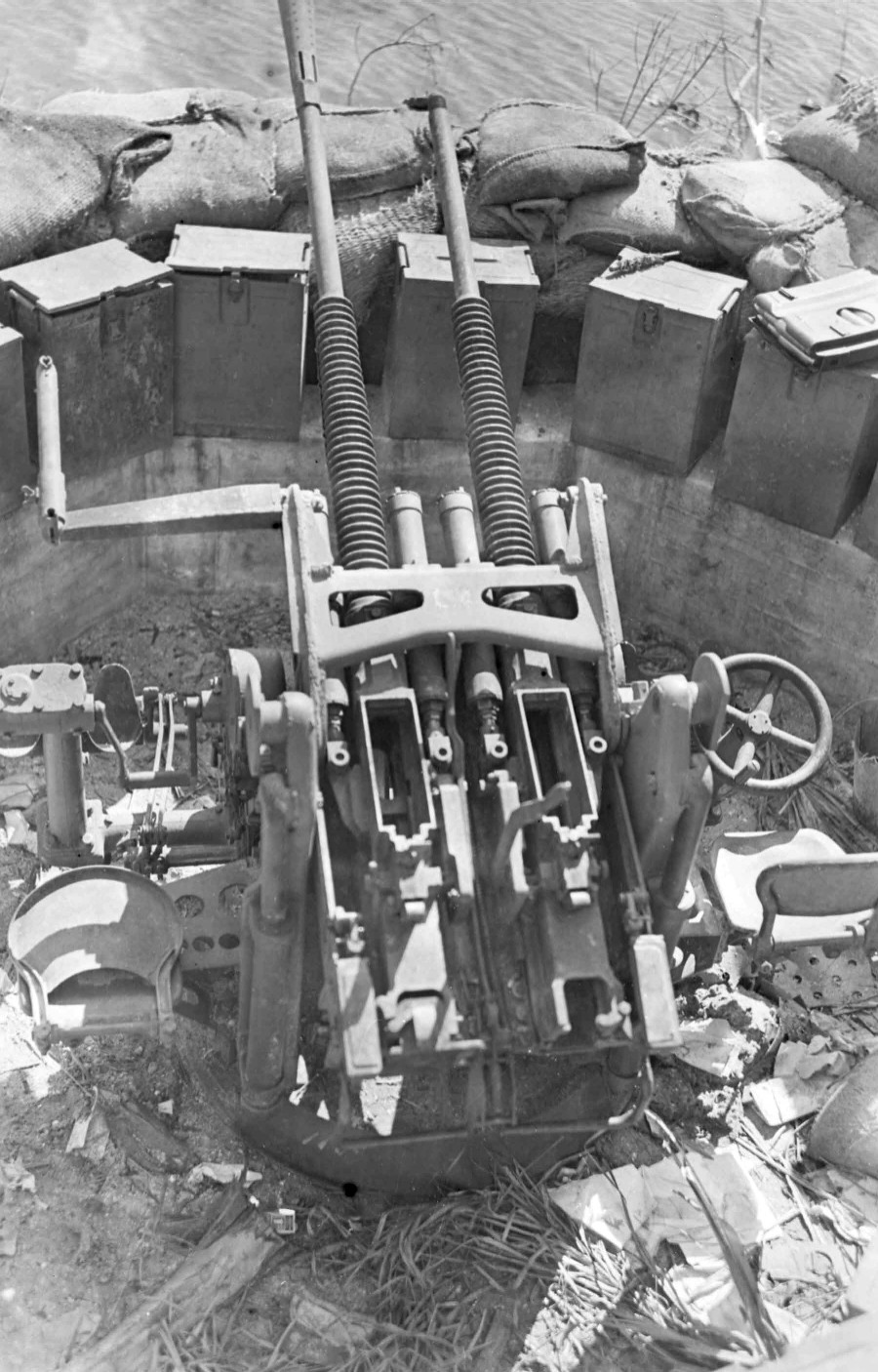
Type 96 25 mm.
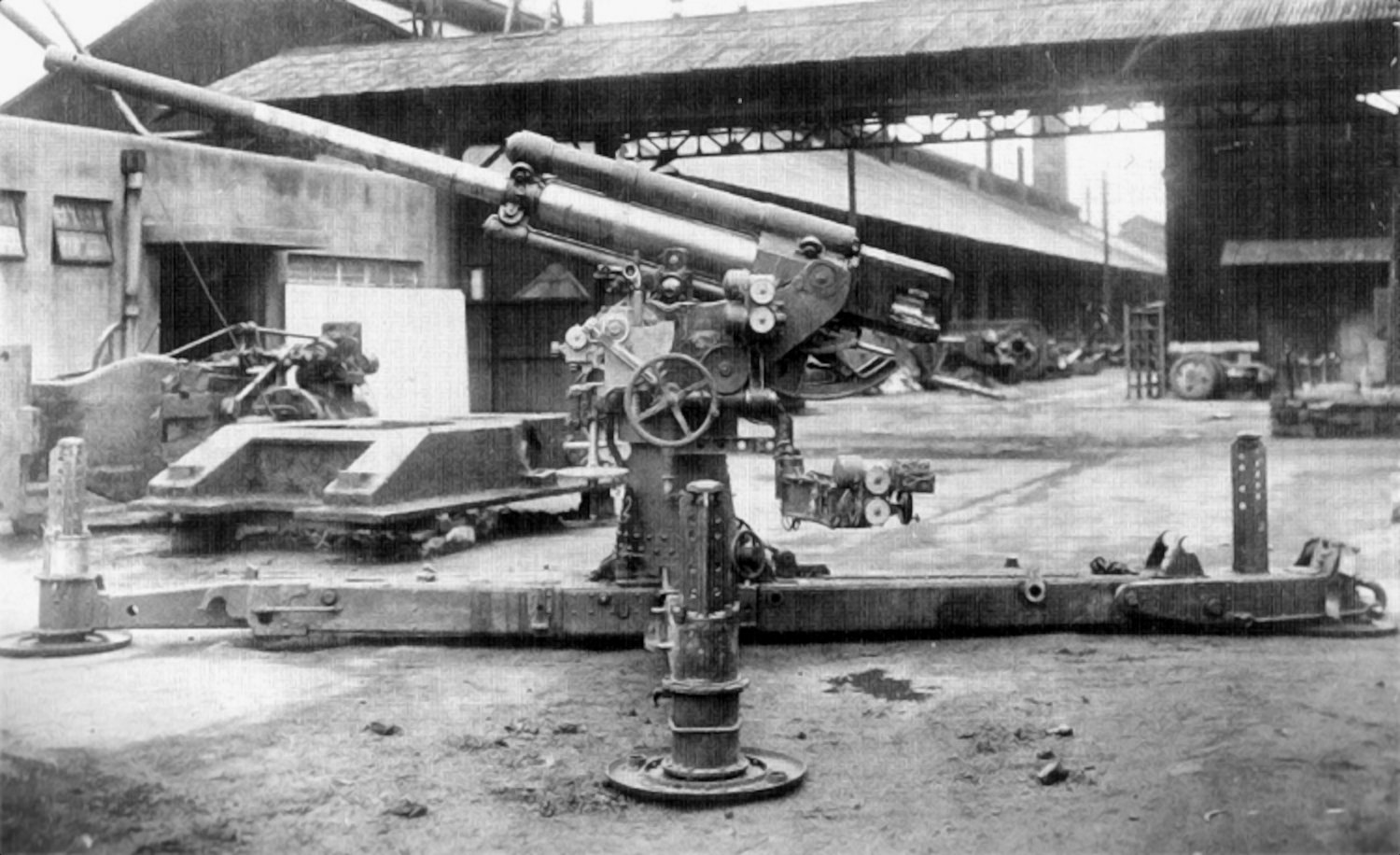
Type 4 75 mm.
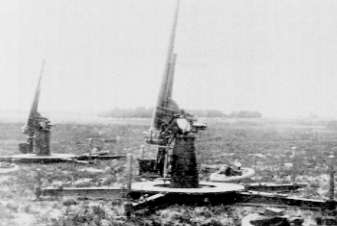
Type 11 75 mm.
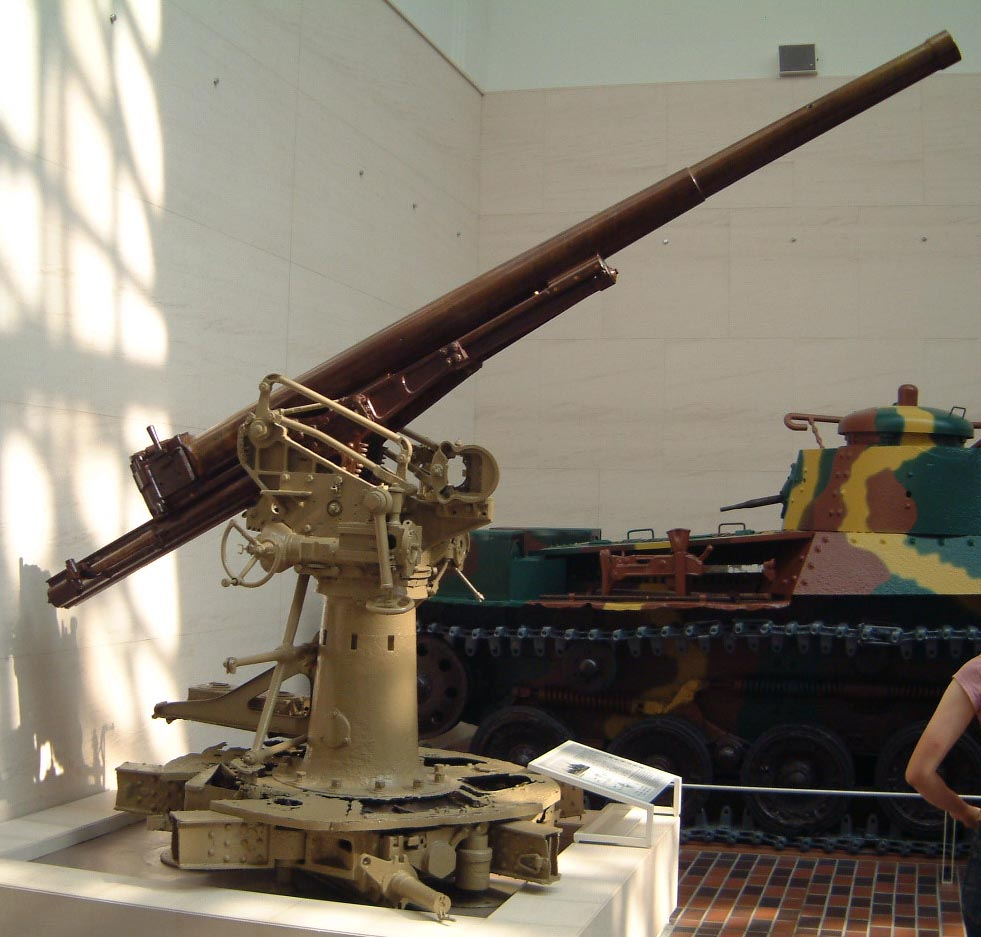
Type 88 75 mm.

## Canon anti-aérien lourd
- Canon anti-aérien Type 3 12 cm
- Canon antiaérien Type 3 80 mm
- Canon anti-aérien Type 5 15 cm (projet)
- Canon anti-aérien Type 10 120 mm
- Canon anti-aérien Type 14 10 cm AA Gun
- Canon anti-aérien Type 99 88 mm

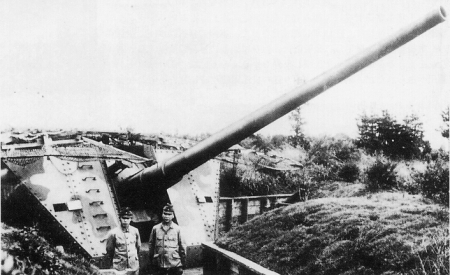
Type 5 15 cm.
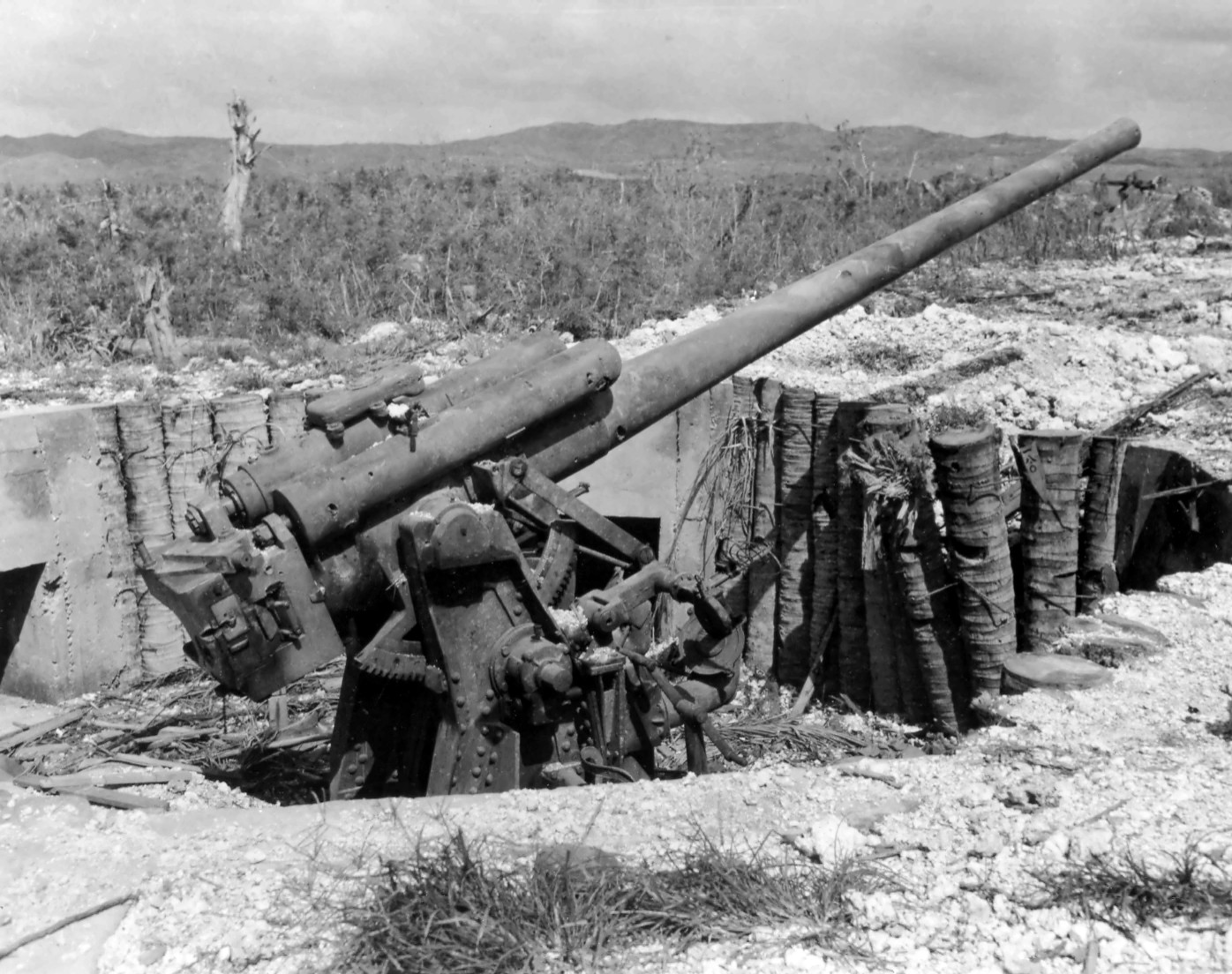
Type 10 120 mm.
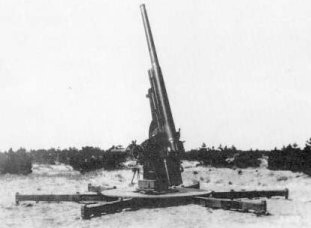
Type 14 10 cm AA Gun.
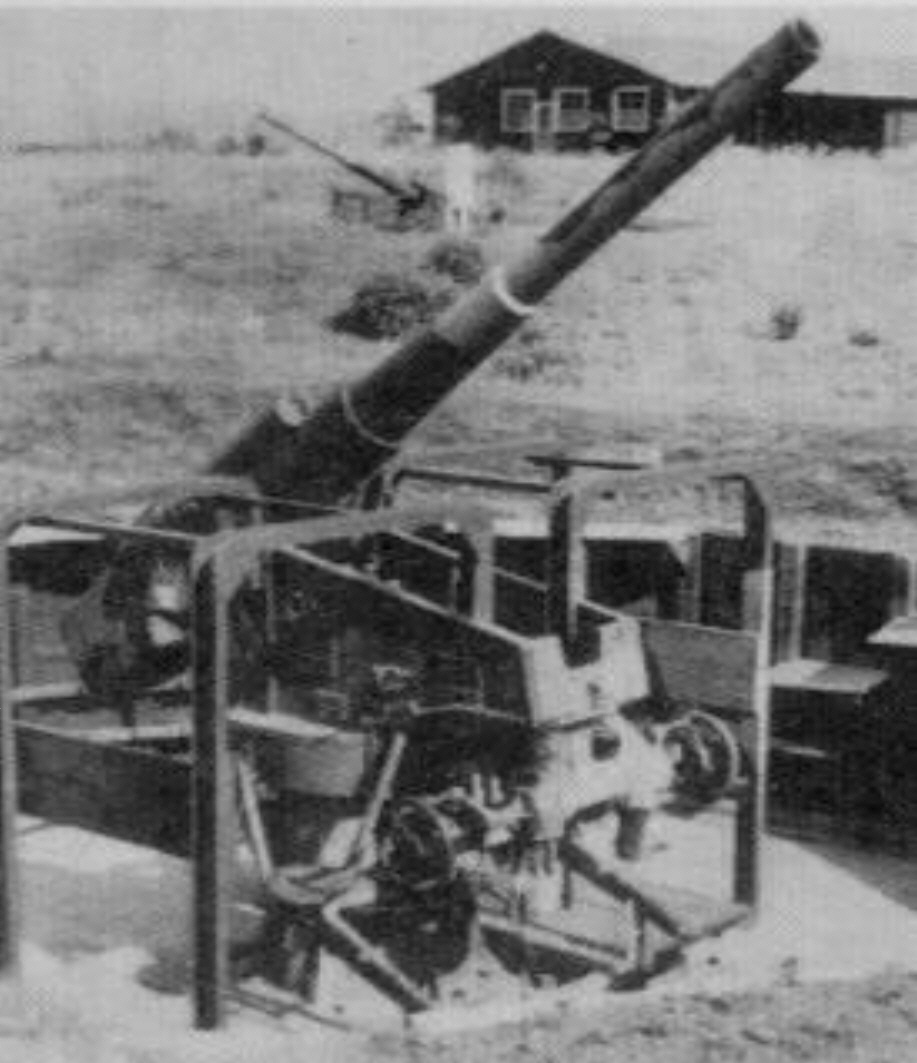
Type 99 88 mm.

## Lance-roquettes (Utilisation au sol)
- Lance-roquettes 25 mm
- Lance-roquettes anti-char 80 mm
- Lance-roquettes anti-char 100 mm
- Lance-roquettes 120 mm
- Lance-roquettes (6) 120 mm
- Lance-roquettes 200 mm Modèle 1
- Lance-roquettes 200 mm Modèle 2
- Lance-roquettes 200 mm Modèle 3
- Lance-roquettes lourd 450 mm
- Lance-roquettes Type 6 Modèle 11
- Lance-roquettes Type 6 Modèle 13
- Lance-roquettes Type 3 Modèle 1
- Lance-roquettes Type 3 Modèle 2
- Lance-roquettes Type 3 Modèle 2Modifié 1

## Lance-roquettes (Porte-avions)
- Lance-roquettes 75 mm
- Lance-roquettes 120 mm
- Lance-roquettes (28) 120 mm
- Lance-roquettes (30) 120 mm
- Lance-roquettes 150 mm

Ces armes étaient parmi les plus techniquement avancées d'alors. Même si elles sont éclipsées par la puissance, la portée, et la précision de l'artillerie moderne, elles sont un témoignage de cette époque.